# Pegomya flaviprecoxa
Pegomya flaviprecoxa är en tvåvingeart som beskrevs av Li och Deng 1983. Pegomya flaviprecoxa ingår i släktet Pegomya och familjen blomsterflugor. Inga underarter finns listade i Catalogue of Life.